# Mīān Maḩalleh-ye Rūdbaneh
Mīān Maḩalleh-ye Rūdbaneh (persiska: میان محلّه رودبنه) är en ort i Iran.   Den ligger i provinsen Gilan, i den norra delen av landet, 210 km nordväst om huvudstaden Teheran. Antalet invånare är 105.
Terrängen runt Mīān Maḩalleh-ye Rūdbaneh är platt åt nordväst, men åt sydost är den kuperad. Terrängen runt Mīān Maḩalleh-ye Rūdbaneh sluttar norrut. Runt Mīān Maḩalleh-ye Rūdbaneh är det ganska tätbefolkat, med 155 invånare per kvadratkilometer. Närmaste större samhälle är Lāhījān, 6,5 km söder om Mīān Maḩalleh-ye Rūdbaneh. Trakten runt Mīān Maḩalleh-ye Rūdbaneh består till största delen av jordbruksmark.